# Population Zero – Die Welt ohne uns
Population Zero – Die Welt ohne uns ist ein US-amerikanischer, kanadischer und deutscher Dokumentarfilm nach dem 2007 erschienenen Sachbuch Die Welt ohne uns von Alan Weisman. Er wurde von Stephen Milton für den National Geographic Channel, ProSieben und History Television produziert. Der Erzähler im englischsprachigen Original ist Reg E. Cathey; in der deutschen Version spricht Frank Röth.

## Inhalt
Der Film orientiert sich inhaltlich an dem Sachbuch Die Welt ohne uns. Es wird das Gedankenexperiment dargestellt, wie lange es dauern würde, bis sich die Natur den Lebensraum des Menschen zurückholen würde.
Zunächst wird gezeigt, wie sich die Welt in den ersten Minuten nach dem Verschwinden der Menschheit verändern würde. Die betrachteten Zeitabstände werden immer größer; es sind Stunden, Tage, Monate und schließlich Jahrzehnte der menschlichen Abwesenheit dargestellt. Dabei sind die Auswirkungen auf die zurückgelassene Technik und Städte, aber auch auf Flora und Fauna in näherer Betrachtung. Es werden sowohl die domestizierten, in Gefangenschaft lebenden sowie freilebenden Tiere behandelt.
Die Erde ist 4,5 Milliarden Jahre alt. In den letzten 10.000 Jahren holzte die Menschheit etwa die Hälfte der Wälder ab. Diese würden ohne den Menschen in 500 Jahren wieder nachwachsen. Die Hälfte des auf dem Planeten vorhandenen Süßwassers wurde von den Menschen verbraucht. Zudem wurden zwei Drittel der Flüsse kanalisiert und aufgestaut. Nach 200 Jahren würden sich die Flüsse auch von den größten Staudämmen der Welt befreit und durch die Selbstheilungskraft der Natur gereinigt haben. In den letzten Jahren des Industriezeitalters betrug der Ausstoß an Kohlendioxid jährlich 13,5 Milliarden Tonnen. Die Pflanzen und das Meer würden diese Belastung innerhalb weniger Jahrhunderte kompensieren können. Die urbane Bebauung würde nach 120 Jahren verfallen. Nach 25 Jahren würde der größte Anteil der durch zerstörte Atomkraftwerke verstrahlten Materie im Erdboden versickert sein. Die Tier- und Pflanzenbestände würden sich im Laufe der Zeit vom menschlichen Eingriff erholen.
Das Fazit lautet, dass die Erde sehr gut ohne die Menschheit zurechtkommt, die Menschheit allerdings nicht ohne die Erde.

## Hintergrund
Aufnahmen zu dem Film entstanden am Hoover Dam, am Skylon Tower, am Bruce Power Plant, im Bowmansville Zoo, in Orangeville, in der Buffalo Welding Company, in der Glen Canyon National Recreation Area, im Grand Canyon National Park und im Niagara Frontier State Park.
Der Film war in den USA erstmals am 9. März 2008 zu sehen. Am 26. Juni 2009 sollte der Film in Deutschland von Polyband auf DVD veröffentlicht werden. Der Film ist indes in Deutschland niemals auf DVD erschienen, da Polyband die ursprünglich geplante Veröffentlichung zurückzog. Stattdessen wurde der Film in Deutschland am 19. Mai 2012 erstmals von ProSieben im Free-TV ausgestrahlt. Dabei konnten etwa 1,07 Millionen Zuschauer erreicht werden, was 3,7 Prozent des Gesamtpublikums und 5,9 Prozent in der Zielgruppe ausmachte.

## Rezeption
Die Redaktionen von Cinema und TV Spielfilm urteilten: „Die fiktive Doku spielt das Szenario imposant durch und rechnet eindrucksvoll mit dem menschlichen Raubbau ab.“ Ihr Fazit lautet, der Film sei „Science-Fiction, die Demut provoziert“.